# Goswin IV van Goetsenhoven
Goswin IV van Goetsenhoven (vóór 1260 – 1325) was een Brabants ridder.

## Leven
Hij behoorde tot het ministerialengeslacht uit Heverlee, meer bepaald tot de tak die Goetsenhoven en Neerheylissem bezat. Hij volgde in 1260 zijn vader op. In 1288 vocht hij onder zijn hertog Jan I van Brabant tegen Keulse en Gelderse troepen in de Slag bij Woeringen. Na de zege werd hij op het slagveld geridderd.
Tijdens de Frans-Vlaamse Oorlog schaarde Goetsenhoven zich als een van de weinige Brabantse edelen aan Vlaamse kant. In 1301 leidde hij de verdediging van Rijsel tegen de troepen van Filips de Schone. De Vlaamse gemeentenaren vielen Jan II van Avesnes aan in Henegouwen en behaalden succes in Zeeland. Vervolgens riep Gwijde van Namen de Vlamingen op 5 juli 1302 bijeen in het Prinsenhof om te beslissen hoe het verder moest. Goswin van Goetsenhoven was hierbij aanwezig.
Er werd gekozen voor confrontatie en op 11 juli kwam het tot de Guldensporenslag. Goetsenhoven was belangrijk aan Vlaamse kant doordat hij tot het handvol ridders met gevechtservaring behoorde. Diep in de slag zorgde hij er mee voor dat vluchtend voetvolk terug in de pas werd gebracht. Hij bleef kapitein van Rijsel en vocht op 18 augustus 1304 mee in de Slag bij Pevelenberg. Militair eindigde het treffen onbeslist, maar politiek plaatste het Filips de Schone in een positie om een overwinnaarsvrede af te dwingen.
Uit een Tiense oorkonde van 1307 blijkt dat Goetsenhoven en zijn vrouw Margaretha een aanzienlijke schenking deden aan een klooster dat afhing van de abdij van Heylissem. In hetzelfde jaar bevestigde hij een eerdere begunstiging aan de abdij van Sint-Bernardsdal bij Diest. In 1312 bezegelde Goetsenhoven het Charter van Kortenberg, waarmee hertog Jan II grote toevoegingen deed aan het Brabants constitutionalisme. Samen met zijn zonen deed Goetsenhoven in 1322 afstand van zijn aanspraken op landgoederen in Sart-Dames-Avelines.
In 1324 werd hij kamerheer van de Luikse bisschop Adolf van der Mark. Het volgende jaar overleed hij.

## Familie
Hij was een van de kinderen van Goswin III van Goetsenhoven († 1260) en Catharina. Zelf had hij drie zonen en een dochter:
- Godfried van Goetsenhoven, ridder en heer van Goetsenhoven en Vaalbeek
- Goswin V van Goetsenhoven (1320-1346), ridder en heer van Goetsenhoven en Neerheylissem
- Gillis van Goetsenhoven († 1380)
- Cecile van Goetsenhoven

## Voetnoten
1. ↑  J.F. Verbruggen, The Battle of the Golden Spurs (Courtrai, 11 July 1302). A Contribution to the History of Flanders' War of Liberation, 1297-1305, 2002, p. 241. Gearchiveerd op 16 juli 2023.